# تروي (مقاطعة سانت كرويكس)
تروي، مقاطعة سانت كرويكس (بالإنجليزية: Troy, St. Croix County, Wisconsin)‏ هي بلدة تقع بولاية ويسكونسن في الولايات المتحدة. تبلغ مساحتها 103 (كم²)، وترتفع عن سطح البحر 290 م، بلغ عدد سكانها 3661 نسمة في عام 2000 حسب إحصاء مكتب تعداد الولايات المتحدة وتصل الكثافة السكانية فيها 37.5 نسمة/كم2.

## وصلات خارجية
- http://www.townoftroy.org
- The US50 - Cities and Towns in Wisconsin State
- Wisconsin Cities and Towns, Facts, Map, Flag, Colleges, Government, and More